# Фернанду Песоа
Фернанду Антониу Ногейра ди Сеабра Песоа (на португалски: Fernando António Nogueira de Seabra Pessoa) е португалски поет и есеист, смятан за един от най-значимите автори в историята на португалската литература. Сравнително слабо известен, докато е жив, той придобива популярност след смъртта си, когато са публикувани повечето му произведения на португалски. Характерно за творчеството на Песоа е широкото използване на хетероними (общо над 70, като най-ярките сред тях са Алберту Каейру, Алвару де Кампуш, Рикарду Рейш и Бернарду Суареш), като само малка част от стиховете му са подписани със собственото му име.

## Биография
Фернанду Песоа е роден на 13 юни 1888 г. в Лисабон. Когато е на 5 години, баща му умира от туберкулоза. Година по-късно умира и брат му и майка му се жени повторно за португалския консул в Дърбан, Южна Африка. Песоа получава първоначалното си образование в Дърбан и Кейптаун, където научава добре английски език. Вдъхновен от английски поети като Уилям Шекспир и Джон Милтън, той започва да пише първите си стихове на английски.
През 1905 Песоа се връща в Лисабон и за известно време е студент по литература. Студентска стачка го принуждава да прекъсне обучението си и той се опитва да учи сам в продължение на една година. След това започва работа, като превежда търговска кореспонденция. През 1914, заедно с други художници и поети като Алмада Негрейруш и Мариу ди Са Карнейру, Песоа участва в създаването на литературното списание Orpheu, пропагандиращо модернизма в португалския културен живот.
Фурнанду Песоа умира през 1935 от цироза, като до края на живота си публикува само една книга на португалски – „Mensagem“ (1934).

## Произведения
- „Mensagem“ (1934)
- „Poesias de Fernando Pessoa“ (1942)
- „Poesias de Álvaro de Campos“ (1944)
- „Poemas de Alberto Caeiro“ (1946)
- „Odes de Ricardo Reis“ (1946)

### Издания на български
- Песоа, Фернанду. Пазачът на стада.   София, Народна култура, 1977.[2]
- Песоа, Фернанду. Стихотворения и поеми.   София, Карина М, 1996.
- Песоа, Фернанду. Книга на безпокойството.   София, Кибеа, 1997, 2022 (второ издание). ISBN 978-954-474-110-5.
- Песоа, Фернанду. Поезия.   София, Карина М, 2000. ISBN 978-954-8260-48-0.
- Песоа, Фернанду. Поезия.   София, ИК „Огледало“, 2014. ISBN 978-954-8041-89-8. [3]
- Песоа, Фернанду. Първи Фауст. Субективна трагедия.   София, ИК Гутенберг, 2021. ISBN 978-619-176-189-0.[4]
- Песоа, Фернанду. Поетическа антология.   София, Кибеа, 2022. ISBN 978-954-474-930-9.